# Lizzie Compton
Elizabeth Compton (nacida c.1848) fue una mujer soldado que luchó para la Unión en la Guerra de Secesión estadounidense disfrazada de hombre. Se alistó con tan solo catorce años, y sirvió en siete regimientos diferentes hasta la conclusión de la guerra, manteniendo así el récord de reinscripción en más regimientos. Compton luchó en Mills Springs, Fort Donelson, Shiloh, y Gettysburg hasta la conclusión de la Guerra Civil antes de trasladarse a Ontario, Canadá.

## Primeros años
Poco se sabe de los primeros años de Lizzie Compton ya que daba diferentes detalles de su vida cada vez que la descubrían. Cuando fue herida y descubierta en el campo de batalla de Green River Bridge, afirmó que había viajado desde su ciudad natal de Londres, Ontario para alistarse en la Unión.: 36  En otra ocasión, ella reclamó que su ciudad natal estaba en Pensilvania.: 35 
La cuenta más completa de sus inicios de vida la sitúan en una área rural cercana a Nashville, Tennessee en 1848, donde  nació. Después de la muerte de sus padres en su infancia, Compton quedó al cuidado de varias personas a las que describió como "infelices insensibles.": 62–63  En otra ocasión,  dijo que sus tutores eran secesionistas, y esa fue la razón de su escapada.: 35  En una edad temprana, trabajaba en los campos. Durante aquel tiempo, no recibió ninguna educación, nunca fue vestida con ropas femeninas ni se le enseñaron los deberes y labores domésticos, algo muy inusual para una niña de mediados del siglo XIX. Para huir de esa vida, se fugó a los trece años, vestida de chico, cuando consiguió trabajo en un barco de vapor adoptando una identidad masculina.: 62–63 : 56–57 

## Guerra civil
Por entonces estalló la Guerra de Secesión y Lizzie con apenas catorce años, se alistó en el ejército, falsificando su edad y cambiando su nombre.: 62–63  Dos de sus apodos habituales eran "Jack" y "Johnny".
Compton vio acción considerable durante la guerra, sirviendo en siete regimientos diferentes, manteniendo el récord de mayor número de realistamientos.: 62–63  Se transfirió en numerosas ocasiones, debido a que su género era descubierto o por miedo a ser detectada. La primera vez ocurrió cuando fue desafiada por sus camaradas a montar un caballo ingobernable. Mientras era tratada de las lesiones sufridas durante el desafío, el doctor descubrió que era mujer, y fue dada de baja.: 62–63 
A los 18 meses Compton estaba otra vez en el ejército, sirviendo sucesivamente en la 11.ª Caballería de Kentucky, 125.ª Caballería de Míchigan, 21.ª Infantería de Minnesota, el 8.º, 17.º, y 28.ª Infantería de Míchigan, la 79.ª Infantería de Nueva York, y la 3.ª Caballería de Nueva York.: 198 : 80 : 198 : 202 : 62–63  Su primera batalla fue la Batalla de Mill Springs el 19 de enero de 1862, donde observó la caída del general Felix Zollicoffer.: 62–63  Compton luchó y fue herida por metralla en la Batalla de Antietam durante la carga cuesta arriba de la Unión. Después de ser herida en Fredericksburg y transferida, inmediatamente se dirigió al oeste para unirse a la 25.ª Infantería de Míchigan. Mientras combatía en la Batalla de Gettysburg con la 79.ª Infantería de Nueva York, fue herida y expulsada otra vez.: 62–63  Posteriormente recibió un tiro en un hombro durante una riña a las afueras de Green River, Kentucky, en la Batalla de Tebbs Bend. Mientras era tratada por el cirujano, su género quedó revelado. Sin inmutarse,  regresó a Green River después de su recuperación para unirse al regimiento acampado allí.: 94–95  Luchó también en la Batalla de Fort Donelson, la Batalla de Shiloh, y la Batalla de Antietam.: 62–63 
Compton ocasionalmente también era sacada de su regimiento para sacar o atender a los heridos en el campo, un trabajo que se le encomendaba.: 66 

## Vida posterior
El 20 de febrero de 1864, Compton fue arrestada bajo los cargos de desorden en Rochester, Nueva York por intentar alistarse en otro regimiento. Cuando le dijeron que iba contra la ley vestirse de hombre, ella respondió que nunca sería una dama. Dijo que podría ser un caballero, pero que prefería morir a ser una dama. Cuando la llevaron ante el magistrado, le contó su historia y la dejó ir. Su fianza fue anulada en gracia a su buen comportamiento y cooperación, después de lo cual tomó un tren y dejó la ciudad. Partió para unirse a la 11.ª Caballería de Kentucky, su último servicio, y fue casi inmediatamente detectada. Su último paradero conocido fue Ontario, Canadá, donde ella hizo su hogar.: 161 

## Aspecto físico
Lizzie Compton medía poco más de 5 pies de altura (1,60 m) y era de complexión fuerte, cabello castaño claro, y tez blanca.: 62–63  Un contemporáneo dijo que parecía un "chico sonrosado de quince años", y otro juró que parecía de no más de diecisiete.: 50–51  Como muchas mujeres soldado encubiertas, ella se alistó por la libertad que la ropa masculina le aportaba, tanto física como socialmente.